# Catocala hymenaea
Catocala hymenaea és una espècie de papallona nocturna de la subfamília Erebinae i la família Erebidae. Es troba des d'Orient Mitjà fins a l'oest d'Àsia.
Hi ha una generació per any. Els adults volen de maig a juliol.
Les larves s'alimenten d'espècies de Prunus, incloent Prunus spinosa.